# 수원 봉녕사 석조삼존불
수원 봉녕사 석조삼존불(水原 奉寧寺 石造三尊佛)은 대한민국 경기도 수원시 팔달구 우만동, 봉령사에 있는 고려시대의 석불이다. 1994년 10월 29일 경기도의 유형문화재 제151호로 지정되었다.

## 개요
이 석조삼존불은 대웅보전 뒷편 언덕에서 건물을 지으려고 터를 닦던 도중에 출토되었다고 한다. 삼존불상은 본존불을 중심으로 좌우에 보살입상을 배치하고 있다. 본존불의 얼굴모습은 원만한 편이나 머리 부분이 파손되어 있고 눈, 코, 입이 마모되어 희미하다. 법의는 왼쪽 어깨에만 걸치고 오른쪽 어깨가 노출된 우견편단으로 오른손은 무릎에 놓고 왼손은 가슴에 대고 있다. 좌ㆍ우 협시보살의 얼굴 형태는 원만한 편이나 각 부분은 마멸이 심하다. 법의는 두 어깨를 모두 가린 통견이며 왼손은 가슴에 대고 오른손은 무릎 밑으로 내리고 있으며 원추형의 대좌에는 연화문이 섬세하게 조각되어 있다. 각 부분의 형식과 표현 수법으로 보아 이 삼존석불은 고려시대 중기에 조성된 것으로 추정된다.

## 참고 자료
- 봉녕사 석조삼존불 - 국가유산청 국가유산포털